# Alfredo Gómez Morales
Alfredo Gómez Morales (Buenos Aires, 29 de marzo de 1908 - 12 de octubre de 1990) fue un contador público argentino, que ejerció como Ministro de Asuntos Económicos durante el gobierno de Juan Domingo Perón y Ministro de Economía de su país durante la presidencia de María Estela Martínez de Perón.

## Biografía
Alfredo Gómez Morales nació en Buenos Aires el 29 de marzo de 1908. Sus padres eran Manuel Gómez y Josefa Morales, ambos inmigrantes españoles.
Gómez Morales pasa a integrar en estos momentos el equipo económico que Federico Pinedo comenzó a armar cuando fue nombrado como Ministro de Hacienda del gobierno de Agustín P. Justo, junto a otros jóvenes economistas como Ernesto Malaccorto, Guillermo W. Klein, Felipe Espil, Máximo Alemann, Miguel Culaciati, entre otros, que hasta entonces habían formado un grupo alrededor de Alejandro Bunge, y posteriormente de Raúl Prebisch.
Fue presidente del Banco Central de la República Argentina entre 1949 y 1952, y simultáneamente ejerció como Ministro de Finanzas. En esos tiempos, Gómez Morales estaba bajo la influencia política del canciller Juan Atilio Bramuglia, junto a Roberto Ares y otros funcionarios de la rama económica del Ministerio de Relaciones Exteriores. Estos hombres urgían cambios fundamentales en la economía del país: la abolición del IAPI, el desmantelamiento de los controles de la exportación y una mayor cooperación con los Estados Unidos. También abogaba por el ingreso argentino en las organizaciones económicas y financieras internacionales, como lo eran el FMI y otras similares, y estudiaban la posibilidad de asegurar un crédito en dólares para aliviar la crisis en la balanza de pagos.
A principios de 1952, Gómez Morales elaboró el Plan de Emergencia Económica de 1952, que Perón presentó en febrero de ese año. El Plan se diseñó para ser realizado en nueve meses y tenía como objetivo principal reducir la brecha existente entre el consumo y la disponibilidad de bienes. La solución a la que aspiraba el documento estatal era aumentar la producción y lograr una mayor austeridad en el consumo, fomentando el ahorro. Eso significaba, en palabras de Perón, eliminar el derroche, reducir los gastos innecesarios y renunciar a lo superfluo, como medio para lograr aumentar las exportaciones y reducir las importaciones. El 4 de junio, Gómez Morales es anunciado como encargado de una nueva cartera, el Ministerio de Asuntos Económicos, cuyas funciones eran: formular y proponer al Poder Ejecutivo la política económico financiera de la Nación, coordinar y controlar la ejecución de las leyes y medidas de carácter general que tengan directa o indirecta atinencia con la materia económico-financiera, establecer la necesaria vinculación entre todos los organismos de Estado que tengan a su cargo funciones de la índole señalada y asesorar el Poder Ejecutivo en todos los asuntos internos y externos que tengan relación directa o indirecta con la economía o las finanzas del país, y realizar todos los estudios y cumplir todas las funciones que aquél le asigne, especialmente en materia de su competencia. 

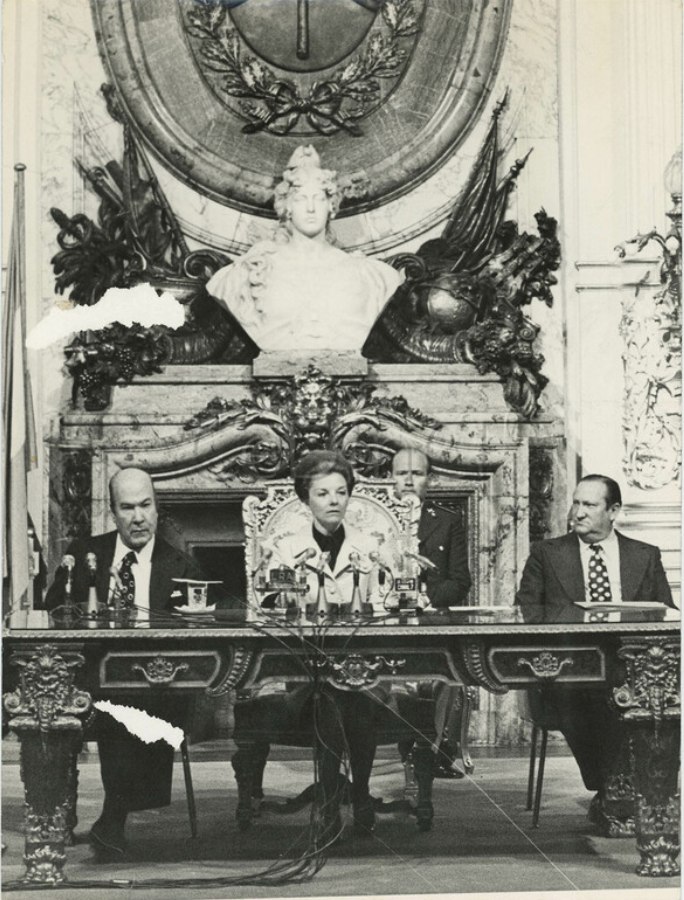
Junto a la presidente María Estela Martínez de Perón

En 1953, el presidente Perón, a petición de Gómez Morales, pidió al Congreso que se aprobará una nueva ley de inversiones extranjeras, y en 1955 encabezó las reuniones con la Standard Oil para la explotación del petróleo en 50.000 kilómetros cuadrados al sur de la Patagonia, en el área de la provincia de Santa Cruz.
En 1955 fue detenido por la dictadura de la Revolución Libertadora y confinado en la cárcel de Ushuaia, prisión que había sido cerrada por el peronismo, luego fue trasladado  a Río Gallegos donde estaban detenidos varios dirigentes peronistas, entre ellos: John William Cooke, Alejandro H. Leloir, Héctor José Cámpora, Guillermo Patricio Kelly, Oscar Albrieu, Jorge Antonio, Ramón Cereijo. El alcance de la represión se pudo apreciar en toda su dimensión cuando Aramburu firmó un decreto por el cual se rehabilitaba a 92 000 trabajadores, pero quedaban excluidos de esta medida quienes hubiesen ocupado algún cargo en la CGT o sindicatos entre 1952 y 1955.
Tras el regreso de Perón del exilio a la Argentina, fue nombrado nuevamente presidente del Banco Central por el presidente Héctor José Cámpora, en 1973.
El 21 de octubre de 1974 fue nombrado Ministro de Economía de la Nación. Su antecesor, José Ber Gelbard, había llevado adelante un plan de aumento de los salarios en términos reales, para fortalecer el mercado interno. Diversas razones, entre ellas la desconfianza de los empresarios para invertir a largo plazo, había debilitado la estabilidad de su política económica, y la creciente influencia de José López Rega en el gobierno de María Estela Martínez de Perón determinó el desplazamiento de Ber Gelbard.
En su lugar fue elegido un economista más ortodoxo, Gómez Morales, que aplicó un plan económico liberal. También llevó adelante una devaluación cambiaria, llevando el valor del dólar estadounidense de $10 a $15.
No obtuvo los resultados esperados, ya que la actividad económica no dio muestras de vigorizarse, mientras la presión de la CGT para obtener aumentos de sueldos se hacía cada vez más evidente. También se amplió la "brecha cambiaria", esto es, la diferencia entre el valor nominal de las monedas extranjeras para las operaciones que se hacían con el Estado y el valor de las mismas en el mercado de divisas.
En los últimos días de mayo de 1975, Gómez Morales presentó su renuncia, que le habría sido pedida por López Rega. Fue reemplazado por Celestino Rodrigo, que aplicó de inmediato un severo "plan de ajuste", conocido popularmente como el "Rodrigazo", y que generó un pico de inflación y un aumento de los conflictos sociales de niveles nunca antes vistos durante gobiernos del Partido Justicialista.

## Sector privado, últimos años y fallecimiento
Pasó el resto de su vida dedicado al ejercicio privado de su profesión de contador. En 1986 recibió el Premio Konex por su trayectoria en política económica de la Argentina. Falleció en Buenos Aires en 1990.